# Dacoderus striaticeps
Dacoderus striaticeps es una especie de coleóptero de la familia Salpingidae.

## Distribución geográfica
Habita en Estados Unidos.